# Okenia sapelona
Okenia sapelona är en snäckart som beskrevs av Ev. Marcus och Er. Marcus 1967. Okenia sapelona ingår i släktet Okenia och familjen Goniodorididae. Inga underarter finns listade i Catalogue of Life.